# Calificări în Liga Campionilor EHF Feminin 2013-2014
Acest articol descrie faza calificărilor în ediția 2013-2014 a Ligii Campionilor EHF Feminin.

## Format
Un total de 17 echipe a luat parte la turneele de calificare. Cluburile au fost trase la sorți în patru grupe de câte patru și au jucat o semifinală și o finală. Câștigătoarele grupelor de calificare au avansat în faza grupelor. Meciurile s-au desfășurat pe 14–15 septembrie 2013. Tragerea la sorți a avut loc pe 27 iunie 2013, la ora locală 14:00, în Viena, Austria.

## Distribuție
| Urna 1                                                     | Urna a 2-a                                         | Urna a 3-a                          | Urna a 4-a                                                 |
| ---------------------------------------------------------- | -------------------------------------------------- | ----------------------------------- | ---------------------------------------------------------- |
| FTC-Rail Cargo Hungaria Byåsen HE HCM Baia Mare Rostov-Don | Team Tvis Holstebro HC Leipzig Érdi VSE ŽRK Vardar | Baraj LK Zug PDO Salerno BNTU Minsk | Tertnes IL Viborg HK Fleury Loiret HB RK Lokomotiva Zagreb |

### Meciuri de baraj
Câștigătoarea a avansat în faza a doua a calificărilor.

### Tur
| 31 august 2013 17:00 | SERCODAK Dalfsen | 34 – 31 | Muratpașa BSK Antalya | Antalya Asistență: 500 Arbitri: Florescu, Duță |
| 31 august 2013 17:00 | Schoenaker 8     | (16–10) | İskenderoğlu 11       | Antalya Asistență: 500 Arbitri: Florescu, Duță |
| 31 august 2013 17:00 | 5× 3× 1×         | Raport  | 2×                    | Antalya Asistență: 500 Arbitri: Florescu, Duță |

### Retur
| 1 septembrie 2013 17:00 | Muratpașa BSK Antalya | 24 – 34 | SERCODAK Dalfsen | Antalya Asistență: 400 Arbitri: Florescu, Duță |
| 1 septembrie 2013 17:00 | Laiuk, Sahin 6        | (12–15) | van Dort 6       | Antalya Asistență: 400 Arbitri: Florescu, Duță |
| 1 septembrie 2013 17:00 | 4× 3×                 | Raport  | 5× 2×            | Antalya Asistență: 400 Arbitri: Florescu, Duță |

SERCODAK Dalfsen a câștigat cu scorul general de 68–55.

## Turneul de calificare 1
Organizatorul a fost anunțat ulterior. Byåsen HE a fost clubul ales să găzduiască turneul de calificare.
|  | Semifinale        | Semifinale        |    |                   | Finala            | Finala |  |
|  |                   |                   |    |                   |                   |        |  |
|  | 7 septembrie 2013 |                   |    |                   |                   |        |  |
|  | Byåsen HE         | 21                |    |                   |                   |        |  |
|  | Tertnes IL        | 20                |    |                   |                   |        |  |
|  |                   |                   |    |                   |                   |        |  |
|  |                   |                   |    |                   | 8 septembrie 2013 |        |  |
|  |                   |                   |    |                   | Byåsen HE         | 23     |  |
|  |                   | HC Leipzig        | 27 |                   |                   |        |  |
|  |                   |                   |    |                   |                   |        |  |
|  |                   |                   |    |                   |                   |        |  |
|  |                   |                   |    |                   | Finala mică       |        |  |
|  | 7 septembrie 2013 | 7 septembrie 2013 |    | 8 septembrie 2013 | 8 septembrie 2013 |        |  |
|  | HC Leipzig        | 29                |    | Tertnes IL        | 28                |        |  |
|  | BNTU Minsk        | 24                |    |                   | BNTU Minsk        | 25     |  |

### Semifinalele
| 7 septembrie 2013 15:00 | Byåsen HE  | 21 – 20 | Tertnes IL | Trondheim Spektrum, Trondheim Asistență: 465 Arbitri: Brunovský, Čanda |
| 7 septembrie 2013 15:00 | Nøstvold 8 | (6–7)   | Gossé 7    | Trondheim Spektrum, Trondheim Asistență: 465 Arbitri: Brunovský, Čanda |
| 7 septembrie 2013 15:00 | 2×         | Raport  | 3×         | Trondheim Spektrum, Trondheim Asistență: 465 Arbitri: Brunovský, Čanda |

| 7 septembrie 2013 17:30 | HC Leipzig | 29 – 24 | BNTU Minsk | Trondheim Spektrum, Trondheim Asistență: 150 Arbitri: Kurtagic, Wetterwik |
| 7 septembrie 2013 17:30 | Kudłacz 7  | (16–9)  | Arișina 9  | Trondheim Spektrum, Trondheim Asistență: 150 Arbitri: Kurtagic, Wetterwik |
| 7 septembrie 2013 17:30 | 3×         | Raport  | 2× 3×      | Trondheim Spektrum, Trondheim Asistență: 150 Arbitri: Kurtagic, Wetterwik |

### Locurile 3-4
| 8 septembrie 2013 15:30 | Tertnes IL | 28 – 25 | BNTU Minsk   | Trondheim Spektrum, Trondheim Asistență: 100 Arbitri: Kurtagic, Wetterwik |
| 8 septembrie 2013 15:30 | Lied 10    | (10–13) | Silițkaia 10 | Trondheim Spektrum, Trondheim Asistență: 100 Arbitri: Kurtagic, Wetterwik |
| 8 septembrie 2013 15:30 | 3×         | Raport  | 3×           | Trondheim Spektrum, Trondheim Asistență: 100 Arbitri: Kurtagic, Wetterwik |

### Finala
| 8 septembrie 2013 18:00 | Byåsen HE | 23 – 27 | HC Leipzig | Trondheim Spektrum, Trondheim Asistență: 626 Arbitri: Brunovský, Čanda |
| 8 septembrie 2013 18:00 | Herrem 5  | (12–13) | Müller 8   | Trondheim Spektrum, Trondheim Asistență: 626 Arbitri: Brunovský, Čanda |
| 8 septembrie 2013 18:00 | 3× 2×     | Raport  | 1× 3×      | Trondheim Spektrum, Trondheim Asistență: 626 Arbitri: Brunovský, Čanda |

## Turneul de calificare 2
Inițial, LK Zug a primit dreptul să organizeze acest turneu, dar clubul a refuzat, astfel că turneul a fost găzduit în final FTC-Rail Cargo Hungaria.
|  | Semifinale         | Semifinale         |    |                    | Finala             | Finala |  |
|  |                    |                    |    |                    |                    |        |  |
|  | 14 septembrie 2013 |                    |    |                    |                    |        |  |
|  | Ferencváros        | 26                 |    |                    |                    |        |  |
|  | RK Zagreb          | 23                 |    |                    |                    |        |  |
|  |                    |                    |    |                    |                    |        |  |
|  |                    |                    |    |                    | 15 septembrie 2013 |        |  |
|  |                    |                    |    |                    | Ferencváros        | 31     |  |
|  |                    | Érdi VSE           | 24 |                    |                    |        |  |
|  |                    |                    |    |                    |                    |        |  |
|  |                    |                    |    |                    |                    |        |  |
|  |                    |                    |    |                    | Finala mică        |        |  |
|  | 14 septembrie 2013 | 14 septembrie 2013 |    | 15 septembrie 2013 | 15 septembrie 2013 |        |  |
|  | Érdi VSE           | 34                 |    | RK Zagreb          | 35                 |        |  |
|  | LK Zug             | 25                 |    |                    | LK Zug             | 24     |  |

### Semifinalele
| 14 septembrie 2013 15:00 | Érdi VSE | 34 – 25 | LK Zug    | Főtáv FTC Kézilabda Aréna, Budapesta Asistență: 950 Arbitri: Marić, Mašić |
| 14 septembrie 2013 15:00 | Kovács 8 | (18–14) | Gwerder 5 | Főtáv FTC Kézilabda Aréna, Budapesta Asistență: 950 Arbitri: Marić, Mašić |
| 14 septembrie 2013 15:00 | 2× 3×    | Raport  | 3× 2×     | Főtáv FTC Kézilabda Aréna, Budapesta Asistență: 950 Arbitri: Marić, Mašić |

| 14 septembrie 2013 18:00 | Ferencváros | 26 – 23 | RK Zagreb        | Főtáv FTC Kézilabda Aréna, Budapesta Asistență: 1.130 Arbitri: Gjeding, Hansen |
| 14 septembrie 2013 18:00 | Zácsik 9    | (7–9)   | Bašić, Rajović 4 | Főtáv FTC Kézilabda Aréna, Budapesta Asistență: 1.130 Arbitri: Gjeding, Hansen |
| 14 septembrie 2013 18:00 | 3×          | Raport  | 6× 3×            | Főtáv FTC Kézilabda Aréna, Budapesta Asistență: 1.130 Arbitri: Gjeding, Hansen |

### Locurile 3-4
| 15 septembrie 2013 14:00 | RK Zagreb | 35 - 24 | LK Zug                         | Főtáv FTC Kézilabda Aréna, Budapesta Asistență: 950 Arbitri: Marić, Mašić |
| 15 septembrie 2013 14:00 | Kožnjak 6 | (18-10) | Gwerder, Ineichen, Schwander 4 | Főtáv FTC Kézilabda Aréna, Budapesta Asistență: 950 Arbitri: Marić, Mašić |
| 15 septembrie 2013 14:00 | 4× 3× 1×  | Raport  | 3×                             | Főtáv FTC Kézilabda Aréna, Budapesta Asistență: 950 Arbitri: Marić, Mašić |

### Finala
| 15 septembrie 2013 16:15 | Ferencváros | 31 - 24 | Érdi VSE   | Főtáv FTC Kézilabda Aréna, Budapesta Asistență: 1.200 Arbitri: Gjeding, Hansen |
| 15 septembrie 2013 16:15 | Tomori 7    | (13-16) | Klivinyi 7 | Főtáv FTC Kézilabda Aréna, Budapesta Asistență: 1.200 Arbitri: Gjeding, Hansen |
| 15 septembrie 2013 16:15 | 6× 3×       | Raport  | 3×         | Főtáv FTC Kézilabda Aréna, Budapesta Asistență: 1.200 Arbitri: Gjeding, Hansen |

## Turneul de calificare 3
Turneul de calificare 3 a fost organizat de HCM Baia Mare.
|  | Semifinale          | Semifinale          |  |                    | Finala             | Finala |  |
|  |                     |                     |  |                    |                    |        |  |
|  | 14 septembrie 2013  |                     |  |                    |                    |        |  |
|  | HCM Baia Mare       | 26                  |  |                    |                    |        |  |
|  | Viborg HK           | 25                  |  |                    |                    |        |  |
|  |                     |                     |  |                    |                    |        |  |
|  |                     |                     |  |                    | 15 septembrie 2013 |        |  |
|  |                     |                     |  |                    | HCM Baia Mare      |        |  |
|  |                     | Team Tvis Holstebro |  |                    |                    |        |  |
|  |                     |                     |  |                    |                    |        |  |
|  |                     |                     |  |                    |                    |        |  |
|  |                     |                     |  |                    | Finala mică        |        |  |
|  | 14 septembrie 2013  | 14 septembrie 2013  |  | 15 septembrie 2013 | 15 septembrie 2013 |        |  |
|  | Team Tvis Holstebro | 38                  |  | Viborg HK          | 33                 |        |  |
|  | SERCODAK Dalfsen    | 30                  |  |                    | SERCODAK Dalfsen   | 12     |  |

### Semifinalele
| 14 septembrie 2013 11:00 | HCM Baia Mare | 26 – 25 | Viborg HK     | Sala Sporturilor Lascăr Pană, Baia Mare Asistență: 2.080 Arbitri: Bonaventura, Bonaventura |
| 14 septembrie 2013 11:00 | Buceschi 8    | (11–12) | Damnjanović 8 | Sala Sporturilor Lascăr Pană, Baia Mare Asistență: 2.080 Arbitri: Bonaventura, Bonaventura |
| 14 septembrie 2013 11:00 | 4× 3×         | Raport  | 2×            | Sala Sporturilor Lascăr Pană, Baia Mare Asistență: 2.080 Arbitri: Bonaventura, Bonaventura |

| 14 septembrie 2013 14:00 | Team Tvis Holstebro | 38 – 30 | SERCODAK Dalfsen | Sala Sporturilor Lascăr Pană, Baia Mare Asistență: 1.700 Arbitri: Kuz, Joba |
| 14 septembrie 2013 14:00 | Gravholt 8          | (21–14) | Nijboer 6        | Sala Sporturilor Lascăr Pană, Baia Mare Asistență: 1.700 Arbitri: Kuz, Joba |
| 14 septembrie 2013 14:00 | 6× 3×               | Raport  | 3×               | Sala Sporturilor Lascăr Pană, Baia Mare Asistență: 1.700 Arbitri: Kuz, Joba |

### Locurile 3-4
| 15 septembrie 2013 15:00 | Viborg HK     | 33 - 12 | SERCODAK Dalfsen | Sala Sporturilor Lascăr Pană, Baia Mare Asistență: 1.700 Arbitri: Kuz, Joba |
| 15 septembrie 2013 15:00 | Damnjanović 6 | (13-7)  | Logtenberg       | Sala Sporturilor Lascăr Pană, Baia Mare Asistență: 1.700 Arbitri: Kuz, Joba |
| 15 septembrie 2013 15:00 | 4× 2×         | Raport  | 4× 2×            | Sala Sporturilor Lascăr Pană, Baia Mare Asistență: 1.700 Arbitri: Kuz, Joba |

### Finala
| 15 septembrie 2013 18:00 | HCM Baia Mare    | 36 - 23 | Team Tvis Holstebro                     | Sala Sporturilor Lascăr Pană, Baia Mare Asistență: 2.080 Arbitri: Bonaventura, Bonaventura |
| 15 septembrie 2013 18:00 | Geiger, Pîrvuț 7 | (20-10) | Gravholt, Larsen, Nørgaard Østerballe 4 | Sala Sporturilor Lascăr Pană, Baia Mare Asistență: 2.080 Arbitri: Bonaventura, Bonaventura |
| 15 septembrie 2013 18:00 | 1× 3×            | Raport  | 4× 3×                                   | Sala Sporturilor Lascăr Pană, Baia Mare Asistență: 2.080 Arbitri: Bonaventura, Bonaventura |

## Turneul de calificare 4
Turneul de calificare 4 a fost organizat de PDO Salerno.
|  | Semifinale         | Semifinale         |    |                    | Finala             | Finala |  |
|  |                    |                    |    |                    |                    |        |  |
|  | 14 septembrie 2013 |                    |    |                    |                    |        |  |
|  | Rostov-Don         | 21                 |    |                    |                    |        |  |
|  | Fleury Loiret HB   | 26                 |    |                    |                    |        |  |
|  |                    |                    |    |                    |                    |        |  |
|  |                    |                    |    |                    | 15 septembrie 2013 |        |  |
|  |                    |                    |    |                    | Fleury Loiret HB   | 25     |  |
|  |                    | ŽRK Vardar         | 33 |                    |                    |        |  |
|  |                    |                    |    |                    |                    |        |  |
|  |                    |                    |    |                    |                    |        |  |
|  |                    |                    |    |                    | Finala mică        |        |  |
|  | 14 septembrie 2013 | 14 septembrie 2013 |    | 15 septembrie 2013 | 15 septembrie 2013 |        |  |
|  | ŽRK Vardar         | 35                 |    | Rostov-Don         | 41                 |        |  |
|  | PDO Salerno        | 16                 |    |                    | PDO Salerno        | 18     |  |

### Semifinalele
| 14 septembrie 2013 16:30 | Rostov-Don | 21 – 26 | Fleury Loiret HB | Palasele, Eboli Asistență: 100 Arbitri: Baďura, Ondogrecula |
| 14 septembrie 2013 16:30 | Svitanko 5 | (11–12) | Fernández 8      | Palasele, Eboli Asistență: 100 Arbitri: Baďura, Ondogrecula |
| 14 septembrie 2013 16:30 | 3×         | Raport  | 6× 3×            | Palasele, Eboli Asistență: 100 Arbitri: Baďura, Ondogrecula |

| 14 septembrie 2013 19:00 | ŽRK Vardar   | 35 – 16 | PDO Salerno | Palasele, Eboli Asistență: 200 Arbitri: Covalciuc, Covalciuc |
| 14 septembrie 2013 19:00 | Kostiukova 6 | (14–4)  | Viniukova 4 | Palasele, Eboli Asistență: 200 Arbitri: Covalciuc, Covalciuc |
| 14 septembrie 2013 19:00 | 5× 3×        | Raport  | 5× 3×       | Palasele, Eboli Asistență: 200 Arbitri: Covalciuc, Covalciuc |

### Locurile 3-4
| 15 septembrie 2013 16:30 | Rostov-Don        | 41 - 18 | PDO Salerno | Palasele, Eboli Asistență: 200 Arbitri: Covalciuc, Covalciuc |
| 15 septembrie 2013 16:30 | Managarova, Sen 9 | (22-8)  | Viniukova 6 | Palasele, Eboli Asistență: 200 Arbitri: Covalciuc, Covalciuc |
| 15 septembrie 2013 16:30 | 2×                | Raport  | 1× 3×       | Palasele, Eboli Asistență: 200 Arbitri: Covalciuc, Covalciuc |

### Finala
| 15 septembrie 2013 18:30 | Fleury Loiret HB | 25 - 33 | ŽRK Vardar | Palasele, Eboli Asistență: 300 Arbitri: Baďura, Ondogrecula |
| 15 septembrie 2013 18:30 | Fernández 7      | (11-8)  | Zebić 9    | Palasele, Eboli Asistență: 300 Arbitri: Baďura, Ondogrecula |
| 15 septembrie 2013 18:30 | 4× 3×            | Raport  | 5× 3×      | Palasele, Eboli Asistență: 300 Arbitri: Baďura, Ondogrecula |